# Покатилов, Василий Осипович
Васи́лий О́сипович Покати́лов (1788—1838) — наказной атаман Уральского казачьего войска, знакомый А. С. Пушкина.

## Биография
Покатилов родился в семье мелкопоместных дворян Черниговской губернии. В 1805 году окончил Второй Петербургский кадетский корпус, выпущен в чине подпоручика. В 1807 году произведён в поручики. До 1812 года служил в артиллерийских частях Петербургского гарнизона. В 1811 г. в его формулярном списке появилась запись, аттестующая его как сведущего в артиллерийском искусстве офицера, но при этом было отмечено, что порой он бывает «дерзновенен» - и тогда ум его «затмевается своенравностью». В тот же год он был предан суду за «ослушание в строю» майору Нейгардту и за грубые высказывания в его адрес. Судебные процедуры затянулись...
Тем временем началась Отечественная война 1812 года. Покатилов отличился в сражении под Красным и был награждён Орденом Святой Анны IV степени и памятной серебряной медалью. В 1813 г. судебное дело против него было прекращено «в уважение ревностной и усердной службы» в боях с бонапартистами.
После 1815 года Покатилов служил в артиллерийских частях Москвы, где был произведён в штабс-капитаны, а потом и в капитаны. В 1820 году переведён в Оренбург, где 10 лет командовал 12-орудийной ротой конной артиллерии Оренбургского казачьего войска. В 1829 г. произведён в полковники.

В августе 1830 года Покатилов был назначен войсковым атаманом Уральского казачьего войска. Это был поворотный момент как в биографии Василия Покатилова, так и в истории многострадального Яика-Горыныча. Конечно, к тому времени, как писал в 1823 г. А. И. Лёвшин, яицкие казаки 
утратили древнее имя своё и последнюю, слабую тень демократического внутреннего правления.
 Однако, примечательно, что Покатилов был на Урале (Яике) первым войсковым атаманом-неяикцем. 
15 февраля 1831 г. приняли уральцы и угостили нового атамана по-своему. (...) Старшины и почётные войсковые чиновники встретили дорогого гостя на крыльце и, как водится, проводили под звонкою музыкой в залу. (...) Принесено было атаману условленное поздравление всеми наличными чиновниками, потом избранными почётными казаками от имени целого войска, потом учениками войскового училища, а наконец пять милых, богато убранных девиц высшего казачьего сословия вышли. (...) Девицы подошли к атаману, поклонились ему по обычаю своему низенько, сказывали ему долго жить, братьями, женихами и отцами праведно и ласково управлять, суд и правду рядить - и поднесли ему не серебра, не золота, а поднесли цветов живых...
 - вспоминал впоследствии В. И. Даль.
Однако, праведно управлять Покатилов не сумел. Здесь, на юго-восточной окраине империи, к Василию Осиповичу вернулось прежнее его «дерзновение». И вскоре почувствовали казаки грубость, высокомерие и своекорыстие нового своего атамана - не земляка и не избранника народного... Впрочем, кое-чему жизнь Покатилова научила. Теперь он демонстрировал «своенравность» лишь подчинённым по службе. Со своим же непосредственным начальником - Оренбургским губернатором графом В. А. Перовским - был вежлив и любезен до раболепия. За что и заработал у горынычей прозвище Подкатилов.

На приезжих знаменитостей атаман обычно производил благоприятное впечатление. Он радушно встретил Александра Сергеевича Пушкина во время его визита в Уральск 21 сентября 1833 г. и весьма способствовал его встречам с очевидцами восстания Е. И. Пугачева и ознакомлению с пугачевскими достопримечательностями города и округи.  Пушкин в письме к жене от 2 октября 1833 писал: 
«…тамошний атаман и казаки приняли меня славно, дали мне два обеда, подпили за мое здоровье, наперерыв давали мне все известия, в которых имел нужду…»
 В 1835 году поэт в благодарность пересылает Покатилову через оренбургского губернатора В. А. Перовского экземпляр «Истории Пугачевского бунта». В декабре 1833 г. Покатилов был переименован в наказного атамана.

Дом наказного атамана Покатилова в Уральске

Любопытна история «Атаманского дома», в котором квартировали Пушкин и другие именитые гости. Дом этот, выстроенный уральским войсковым атаманом Д. М. Бородиным (1762 - 1830), унаследовала его вдовая племянница Аграфена Абрамовна Донскова (урождённая Бородина). Она-то и продала этот дом Покатилову - своему «интимному другу» - за 40 тысяч рублей, которые тот заимообразно взял из войсковой казны, да так и не успел возвратить до смерти, последовавшей в 1838-м. К тому времени все деньги, полученные за продажу «Атаманского дома», Аграфена Донскова успела прокутить с тем же Покатиловым.
В июне 1837 года наказной атаман Покатилов принимал Атамана всех казачьих войск России Цесаревича Александра Николаевича. При отъезде Цесаревича уральские казаки, недовольные злоупотреблениями Покатилова, вдруг перекрыли дорогу, остановили карету наследника и подали ему жалобу на самоуправство и своекорыстие атамана и прошение о войсковых нуждах. От неожиданности Цесаревич был сильно напуган. А Покатилов поспешил объявить просителей - мятежниками. Он добился присылки карательной экспедиции и привлечения "виновных" к военному суду. В результате, 96 казаков были жестоко наказаны военным судом. Их амнистировали, по ходатайству Перовского, лишь в начале 1840-х годов.